# Коцупіївка
Коцупії́вка — село в Україні, у Роменському районі Сумської області. Населення становить 26 осіб. Входить до складу Липоводолинської селищної громади.
Після ліквідації Липоводолинського району 19 липня 2020 року село увійшло до Роменського району.

## Географія
Село Коцупіївка розташоване за 1.5 км від сіл Яснопільщина та Червоногірка.
По селу тече струмок, що пересихає із загатою.

## Історія
Нинішнє село Коцупіївка раніше було землею пана Коцупія. На території села знаходились лише його ферми. Він був хорошим господарем і мав добрі стосунки з людьми, які у нього працювали.
Під час голодомору 1932—1933 років вимерла приблизно половина його населення, а під час війни на село напали фашисти й розгромили його. Зараз у селі живуть люди переважно похилого віку. Місце дворища пана Коцупія збереглося дотепер, але відновити його практично неможливо.
До 2019 року орган місцевого самоврядування — Яснопільщинська сільська рада.